# Estatus social

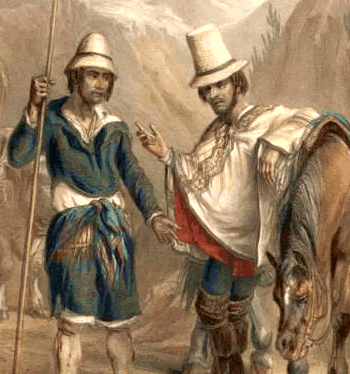
Dos homes amb diferent estatus social

L'estatus social, en sociologia, és la posició que ocupa un individu dins d'un grup o sistema social. Està relacionat amb el rol d'un individu i la mobilitat social a una societat. Existeixen diferents tipus d'estatus i també de relacions socials en les quals aquest és modificat. Actualment la sociologia ha acordat una definició del terme estatus, malgrat que l'ús que històricament s'ha fet d'aquest ha variat de forma considerable.
A tota societat hi ha estratificació social, és a dir, un conjunt de normes socials que comporten desigualtat i una ordenació jeràrquica de les peces que configuren una societat i dels seus individus que estan lligades a processos de divisió i especialització socials que no sempre tenen a veure amb un accés desigual als recursos. Les categories o nivells socials que ocupen els individus s'anomenen capes o estrats, i la seva tipologia pot variar d'una societat a una altra.
Actualment existeixen quatre sistemes d'estratificació social, com són l'esclavitud (condició que implica relació de propietat entre individus), la casta (condició segons la importància social de l'individu segons una combinació de diferents elements), l'estament o estat (condició pròpia de l'Antic Règim, quan hi havia tres estats: aristocràcia i noblesa, església i serfs) i el sistema de classes socials (agrupació d'individus segons recursos econòmics i forma de viure).
La teoria de l'estratificació social té present certs indicadors per classificar els individus (nivell d'ingressos, cultura, prestigi, activitat que es realitza, entre altres). Aquests indicadors conformen el rol social i determinen l'estatus i, conseqüentment, el nivell d'estratificació social que li correspon a cada individu. A més, la funció social que duen a terme les persones en la societat també permet ubicar-les en els diferents estrats. Les possibilitats de mobilitat social que tenen els individus en la societat estan marcades per la posició inicial en l'estratificació social i l'educació és el mecanisme principal que permet aquesta mobilitat.
Des del funcionalisme estructural, Talcott Parsons afirma que l'estructura social fa referència a l'àmbit de les relacions socials entre els individus. Així, el rol i l'estatus són els conceptes que connecten l'anàlisi de l'acció social amb el de l'estructura social.

## Definició
En sociologia, l'estatus social és la posició que ocupa un individu dins d'un grup o sistema social pel fet que és dipositari d'un cert honor i prestigi social, cosa que implica un estil de vida determinat. A més, li confereix privilegis, drets, deures, etc., davant la resta d'individus. Per aquest motiu, l'estatus social té una connotació i significat respecte al valor i a la importància que ha assolit un individu davant els ulls dels altres i té efectes importants en la formació i la dinàmica de la personalitat. La major part de vegades, les nocions d'estatus o posició social i funció social es refereixen als individus i no a un grup social.
La definició d'estatus social ha anat evolucionant fins a fixar-se tres usos en la sociologia contemporània:
- Una posició social que forma part d'un sistema de relacions, vinculada a determinats drets i deures expressats en normes (és la definició més habitual).
- El grau de prestigi atribuït a una posició social o a aquell que l'ocupa.
- El conjunt de recursos socials, de coses valorades de forma positiva o que es desitgen en una societat (normalment en forma de riquesa, possessió, propietat, poder, influència, prestigi) atribuït a una posició o que formen part d'algú que ocupa una determinada posició.

Els factors utilitzats per explicar l'origen de la diferenciació jeràrquica dels estatus són similars als que s'utilitzen en les teories de l'estratificació i de les classes socials. Però ni la sociologia funcionalista ni la conflictualista o marxista han pogut explicar la complexitat de la fenomenologia relacionada amb l'estatus.
El terme d'estatus s'ha d'emmarcar conjuntament amb els conceptes de posició i rol, ja que no pot existir sense aquests dos. Però cal tenir clares les diferències entre l'estatus i el rol:
- L'estatus es refereix a la posició que un actor social ocupa a l'estructura social i comporta escenificar diferents rols (amb drets i obligacions), en canvi el rol fa referència als papers que l'actor social desenvolupa en les seves relacions socials i està determinat per la posició que té a l'estructura social.
- L'estatus serveix per explicar l'estructura de l'acció social, en canvi el rol serveix per explicar la funció de l'acció social.
- L'estatus fa referència al conjunt de posicions que ocupa un individu, en canvi el rol fa referència a l'aspecte dinàmic de l'estatus (quan l'individu fa ús dels drets i obligacions de l'estatus està representant un rol).

El terme d'estatus també cal emmarcar-lo amb la mobilitat social, és a dir, els canvis de posició dels individus i/o grups dins del sistema d'estratificació d'una determinada societat (causats pel capital social i cultural, és a dir, l'entorn familiar i l'entorn físic). En les societats on aquesta mobilitat és possible, les seves dues versions es relacionen amb l'estatus social i socioeconòmic de les persones:
- Mobilitat horitzontal: és la modificació posicional dels individus sense alteració ni de l'estatus social ni de l'estatus socioeconòmic, i és provocada per canvis en els llocs de treball, ideològics, etc.
- Mobilitat vertical: és el canvi d'una classe a una altra, tant ascendent com descendent i, per tant, comporta modificació de l'estatus social i del socioeconòmic.

## Tipus
En funció de si les compensacions (privilegis, recursos) s'atribueixen a l'individu o de si aquestes són adquirides per ell, es diferencia entre els següents tipus:
- Estatus atribuït, adscrit o assignat: les compensacions s'atribueixen des del naixement a la persona basant-se en característiques exteriors socials o biològiques (edat, sexe, família, etc.) de forma independent a la seva voluntat o capacitat i, en general, no es poden modificar.[5] Aquestes característiques poden incidir decisivament en el rol i en la posició social, però mentre que la distribució de rols i estatus a les societats estamentals no es modifica, a les societats de classes on hi ha mobilitat social només algunes esferes es mantenen (sexe o etnicitat).[2] El concepte d'estatus atribuït fou definit per Parsons.
- Estatus adquirit: les compensacions s'obtenen basant-se en factors com alguna capacitat o habilitat, talent, força física o astúcia, etc. i gràcies a l'esforç i al mèrit personal.[6] Per això els principals factors que permeten guanyar-lo són la formació i la professió. Aquest tipus d'estatus només es pot aconseguir en aquells sistemes socials que permeten la mobilitat social.[2] Aquest estatus també va ser definit per Parsons.
- Estatus dominant: És aquell que millor defineix la identitat social d'una persona o que té una gran influència en la seva vida.[7] N'és un exemple la condició de jutge o de jutgessa.

En funció de si l'estatus està definit per la societat o per l'individu, es diferencia entre els següents tipus:
- Estatus objectiu: és l'assignat per la societat, la cultura o pel grup particular on es desenvolupa la persona, i que és adquirit complint un o diversos criteris que el determinen (la riquesa, l'impacte i el poder del coneixement, l'ocupació o activitat, característiques físiques, etc.).
- Estatus subjectiu: és el que una persona creu que té sense estar en possessió de cap aprovació social o cultural i sense complir algun dels criteris pertanyents a l'estatus del qual presumeix.

## Situacions socials
Les situacions socials de l'estatus defineixen com aquest es pot veure alterat, i són les següents:
- Incongruència d'estatus (també es diu discrepància, incoherència, inconsistència i desequilibri d'estatus): fa referència a dues situacions, com són: 
  - que l'estatus parcial d'un individu en una col·lectivitat sigui diferent al que té en una altra col·lectivitat. Un exemple d'aquesta situació és quan l'estatus que un individu té a una empresa és superior o inferior al que té a un partit polític.
  - que els diversos estatus parcials d'un individu o el seu estatus total (la suma dels parcials) estan desequilibrats entre ells (ja sigui des del punt de vista de l'individu o de la consciència social). Seria el cas de l'individu amb un prestigi que ell o la col·lectivitat consideren desproporcionat en funció del poder o riquesa de què disposa, o bé que el poder no és adequat a la seva riquesa.
- Cristal·lització d'estatus: és la situació contrària a la incongruència d'estatus, és a dir, que hi ha equilibri entre els diferents estatus parcials d'un individu.
- Pèrdua d'estatus: fa referència a un descens en la mobilitat social, i es pot donar per diferents causes.
- Adquisició d'estatus: és la situació contrària a la pèrdua d'estatus, és a dir, fa referència a la mobilitat en sentit ascendent .
- Retirada d'estatus: és aquella situació en què es perd l'estatus per causa de l'acció intencionada d'un grup extern. Un exemple d'aquesta situació poden ser les guerres.

## Evolució històrica
Si bé el terme d'estatus ha estat definit segons la concepció contemporània del terme, aquesta no ha estat la mateixa al llarg de la història. A més, cal tenir present que els significats del terme apareixen de forma més rica i són aplicats amb anterioritat a altres ciències, a diferència de l'ús que en fa la sociologia.

### Antiga Roma
El terme s'utilitzava per designar la condició jurídica d'una persona o la seva idoneïtat perquè aquesta fos subjecte de determinat dret civil, polític, patrimonial. En el dret romà hi havia implícit el principi de diferència entre estatus i posició i també estava establert el principi que l'estatus no era hereditari, ja que s'utilitzaven els tres casos següents:
- Status libertatis: condició de la persona que naixia lliure o ho era per concessió de l'amo o per emancipació.
- Status civitatis: condició del ciutadà romà, ja fos per naixement o reconeixement legal.
- Status familiae: condició de l'individu d'una família o clan.

També s'acceptava el principi de la desigualtat en establir una jerarquia entre aquell individu que posseïa els tres estatus de forma total i aquell que no en posseïa cap. Des d'aquest moment el terme s'associa a la idea d'una jerarquia de privilegis, a la de comparació i a la d'estrats socials.

### Edat mitjana
El terme passa a significar gradualment, a més d'una condició jurídica, el conjunt d'individus que estan en una situació jurídica anàloga: la noblesa i el clero són anomenats estats. Gràcies a la capacitat d'aquests estats per defensar i ampliar els seus privilegis, a diferència de burgesos i pagesos, molts reconeixements i compensacions es converteixen en hereditàries de forma permanent i, per tant, l'estatus també es converteix en hereditari.

### Època Moderna
L'expressió de Sumner Maine from status to contract, el qual utilitzà a la seva obra Ancient Law sintetitza la transició de l'Edat Mitjana a la Moderna. En aquesta predominen els acord lliures entre individus i, per tant, la posició de cadascú depèn, en certa manera, només d'ell. Ferdinand Tönnies s'inspirarà en aquesta expressió per fer la seva tipologia de relacions socials, la qual es basava també en la relació entre comunitat i societat (que feia que no fos necessària indicar on predominava l'estatus i on ho feia el contracte).
L'anàlisi de la societat feta per Alexis de Tocqueville i la seva influència provocà que el terme estatus s'utilitzés fins a l'actualitat també en sentit oposat, és a dir, per simbolitzar una societat (sobretot la dels Estats Units i les industrials) on les rígides divisions en classes, pertanyents a societats tradicionals, s'han substituït per individus que amb una condició jurídica i econòmica igualitària competeixen per diferents graus de prestigi i reconeixement. Així, l'estatus pren importància respecte a la classe.
L'obra de Maine respecte al terme estatus no va influir gaire als sociòlegs i etnòlegs del moment, de fet a les obres de principi del segle XX la paraula apareixia de forma ocasional i genèrica. Cal esperar a Max Weber i Tönnies perquè el terme i el concepte penetrin als estudis sociològics, malgrat que patiria ambigüitats principalment per problemes en les traduccions dels textos. La definició de Weber pretenia establir el factor específic que creava les classes, els estats o nivells i els partits.
El lema class, status and power –que s'ha de traduir com riquesa, prestigi i poder- es començava a utilitzar per a designar tres dimensions diferents d'estrat (és el lema, per tant, que correspon a estatus). Però si Weber entenia, segons l'ús europeu, que estatus es referia a comunitats i conjunt de persones, els primers autors estatunidencs consideraren allò que Weber entenia com a honor i valoració social. Des d'aquest moment la sociologia dels Estats Units consideraria que el terme feia referència a la valoració social o al prestigi.
Una definició que relaciona l'estatus amb la posició social és la de Ralph Linton, qui va ser considerat com el “descobridor” del concepte, malgrat que la seva definició és confusa. Considerava que l'estatus consistia en un conjunt de drets i deures que pot ser encomanat a diferents persones per tal que el desenvolupin de forma semblant. La definició de Parsons és també confusa i en general accepta la de Linton.

### Època Contemporània
L'estudi de Beck (1998) sobre l'evolució de la societat alemanya, és interessant perquè les millores socials comporten un ascens social, una mobilitat social, que amaga el model de classes visibles fins a aquest moment, pel d'una conjunció de projectes individuals, que s'associen a l'estatus. El model d'Estat del Benestar va qüestionar aquest concepte de classe social, que va fragmentar i passar desapercebut, tot i que estadísticament es constati i mantingui.
El recent manual de Linares Martínez (2018) sobre Sociologia i Teoria Social Analítiques atén amb detall l'estatus en les jerarquies emergents. Roger Gould és l'autor d'una de les explicacions més refinades de l'emergència de diferències d'estatus entre els membres d'un grup, basada en la teoria de jocs, atorga estatus al maximitzar la utilitat d'un subjecte del grup i, per tant, va a ser el vincle d'aquest subjecte amb els altres.
Vist tot l'anterior ens sorgeixen qüestions rellevants, en èpoques de crisi i precarietat com l'actual, com conjugar els estatus clàssics associats a una jerarquia d'ordres amb la falta de reciprocitat, el que conformarà una estructura de desigualtat d'estatus.
La perspectiva institucional pot ser una gran afavoridora de l'estatus, almenys pel que fa a les normes establertes i al consens social. D'aquesta manera l'èxit en la carrera curricular, l'accés a l'educació superior i l'eclosió de llocs de treball qualificats ha afavorit la millora de l'estatus de gran quantitat de subjectes, que per herència tenien poques possibilitats de millorar-lo.
Aquesta conclusió ens portaria a analitzar altres interrelacions com el gènere. És sabut que les dones obtenen un major rendiment acadèmic però no sempre obtenen major estatus per això ni tampoc un progrés laboral associat a la titulació obtinguda. D'alguna manera aquest sostre de vidre és analitzable des d'una perspectiva relacional. Les relacions internes en el cos social són extraordinàriament complexes i no són unívoques, una millora en la formació no suposa una millora de l'estatus social automàticament. Paral·lelament, sorgeixen altres elements que han de ser analitzats com són l'estigma; el fracàs escolar és estigmatitzant en la societat actual, com hem vist en els materials d'aquesta pac. També hem analitzat elements biogràfics en la història recent que ens han mostrat l'enorme conflicte intergeneracional a conseqüència del canvi socioproductiu. El status no és una variable estàtica és dinàmica intra i intergeneracional i depèn de molts elements.
Un exemple a considerar és no integrar adequadament la perspectiva institucional, i adoptar un paper outsider, que no té rellevància en l'etapa rebel juvenil però que pot afavorir la pèrdua accelerada d'estatus en cas de mantenir-se en l'edat adulta.

### Etiquetament social i Status
En la teoria de l'etiqueta, un individu només es converteix en desviat socialment quan la seva infracció es reconeix com a tal oficialment, és a dir, quan una actuació és objecte d'una sanció repressiva. L'aplicació d'una sanció d'aquest estil es confon amb un procediment, en el transcurs del qual, el contraventor veu com públicament se li assigna una posició social inferior, el que els sociòlegs denominen una "cerimònia de degradació d'estatus" (Garfinkel, 1956).
Becker entén aquest procediment de forma dinàmica. En el model seqüencial que proposa, la sanció és un element que participa en la construcció d'una carrera, ratificant el fet que un individu, a partir d'aquest moment, exerceix el paper de desviat. D'acord amb aquesta concepció, una cursa no és una trajectòria lineal i irreversible, ja que res no impedeix pensar que un individu pot, en el cas que les circumstàncies canviïn i que sigui acceptat, abandonar un paper que considera inconvenient per a si mateix. Goffman estudia aquesta variabilitat de la relació entre paper i carrera des d'un altre punt de vista.
Així doncs, perquè la desviació es consideri un atribut permanent de l'individu, és a dir perquè aquesta es transformi en l'estat de desviat (la forma extrema seria la reclusió o el fet que el món social d'un individu s'organitzi gairebé exclusivament en un univers perfectament aïllat del de la majoria dels seus contemporanis), caldrà que el conjunt de recursos disponibles hagin estat esgotats, que les esmenes imaginables hagin estat rebutjades, que les constriccions ja no siguin admissibles.
En resum, la variabilitat dels efectes d'una etiqueta en l'esdevenir social d'un individu, convé integrar dues nocions per a l'ús analític de les teories de l'etiquetatge: les de perfil biogràfic i l'estat de desviat. Aquestes dues nocions es diferencien de la de carrera moral perquè rebutgen que la totalitat de les relacions socials que un individu en particular manté podria estar determinada per un judici de desviació.